# 大沽街道
大沽街道是中华人民共和国天津市滨海新区下辖的一个街道办事处。大沽位於天津的海河河口，以古称“大沽口”得名。
2013年12月19日，天津市民政局批复同意以大沽街道、渤海石油街道两街道所辖区域以及新村街道海河以南区域，设立新的大沽街道。

## 行政区划
大沽街道下辖以下地区：
远景社区、河南里社区、新桥里社区、华安楼社区、泰和新都社区、和睦园社区、和盛苑社区、和美苑社区、和谐园社区、建新里社区、南北卫里社区、安阳社区、东盐路社区、闸南路社区、石油新村社区、蓝鲸岛社区和八方观园社区。

## 大沽港
大沽内的炮台，以“威”、“鎮”、“海”、“門”、“高”以及石頭缝六座炮台命名。但因辛丑條約而拆除。現今，僅剩“威”字號炮臺有五門相對副炮，一門復原可旋轉主炮。